# ART5
ART5 (англ. ADP-ribosyltransferase 5) – білок, який кодується однойменним геном, розташованим у людей на 11-й хромосомі. Довжина поліпептидного ланцюга білка становить 291 амінокислот, а молекулярна маса — 32 054.
| 10         |  | 20         |  | 30         |  | 40         |  | 50         |
| ---------- |  | ---------- |  | ---------- |  | ---------- |  | ---------- |
| MALAALMIAL |  | GSLGLHTWQA |  | QAVPILPLGL |  | APDTFDDTYV |  | GCAEEMEEKA |
| APLLKEEMAH |  | HALLRESWEA |  | AQETWEDKRR |  | GLTLPPGFKA |  | QNGIAIMVYT |
| NSSNTLYWEL |  | NQAVRTGGGS |  | RELYMRHFPF |  | KALHFYLIRA |  | LQLLRGSGGC |
| SRGPGEVVFR |  | GVGSLRFEPK |  | RLGDSVRLGQ |  | FASSSLDKAV |  | AHRFGNATLF |
| SLTTCFGAPI |  | QAFSVFPKER |  | EVLIPPHEVF |  | LVTRFSQDGA |  | QSLVTLWSYN |
| QTCSHFNCAY |  | LGGEKRRGCV |  | SAPGALGTGD |  | LHMTKRHLQQ |  | P          |

A: Аланін

C: Цистеїн

D: Аспарагінова кислота

E: Глутамінова кислота

F: Фенілаланін

G: Гліцин

H: Гістидин

I: Ізолейцин

K: Лізин

L: Лейцин

M: Метіонін

N: Аспарагін

P: Пролін

Q: Глутамін

R: Аргінін

S: Серин

T: Треонін

V: Валін

W: Триптофан

Кодований геном білок за функціями належить до трансфераз, глікозилтрансфераз. 
Задіяний у такому біологічному процесі, як альтернативний сплайсинг. 
Білок має сайт для зв'язування з НАД, НАДФ. 
Секретований назовні.